# Oluf Nielsen (historiker)
 For alternative betydninger, se Oluf Nielsen. (Se også artikler, som begynder med Oluf Nielsen)
Oluf August Nielsen (født 24. april 1838 på Endrupholm, død 5. januar 1896 på Frederiksberg) var en dansk historiker, bibliotekar og arkivar.

## Uddannelse og karriere
Oluf Nielsen fødtes på Endrupholm, Skadst Herred, som hans fader, August Carl Nicolai Nielsen, dengang ejede. Efter at være blevet student 1857 kastede han sig med stor iver over nordisk oldhistorie, sproglige så vel som litteratur- og personalhistoriske undersøgelser, især med Vestjylland for øje; når foråret kom, fortsatte han disse i sit fædrenehjem eller foretog antikvariske rejser i omegnen.
Imidlertid fik disse frie studier snart et mere almenvidenskabeligt udgangspunkt, hvad også faderens økonomiske tilbagegang nødte ham til, og han underkastede sig 1863 magisterkonferens i de nordiske sprog. Samme år blev Nielsen assistent i Rigsarkivet, og det overdroges ham af generalstaben at udføre arbejder til brug ved retskrivningen af navne på stabens nye kort. Da han snart efter antoges som medarbejder ved udgivelsen af registret til Jacob Langebeks Scriptores rerum Danicarum, førtes han ind på studiet af Middelalderen og den indenrigspolitiske historie, som især skulle beskæftige ham.
1867 forsvarede han for den filosofiske doktorgrad skriftet Bidrag til Oplysning om Sysselinddelingen i Danmark. Fra 1. januar 1869 udnævntes han til arkivar ved Københavns Rådstuearkiv; fra 1885 var han desuden overbibliotekar for Københavns Kommune folkebogsamlinger. Efter en kort sygdom døde han 1896. Af Samfundet for dansk-norsk Genealogi og Personalhistorie var han bestyrelsesmedlem fra dets stiftelse 1879 til sin død.

## Historisk forfatterskab

### Topografiske arbejder om Vestjylland
Om end Nielsen således blev bortkaldt forholdsvis tidlig, og mens han endnu stod i fuld kraft, har hans virksomhed som udgiver og forfatter været i høj grad omfattende og fortjenstfuld. Hans arbejder dele sig i følgende grupper. Nielsens første skrifter var topografiske og vedrørte Vestjylland, og han fortsatte denne virksomhed med enkelte afbrydelser gennem hele sit liv. Hans samlinger og studier udkom som særlige skrifter eller som afhandlinger i det af ham i forening med Christian Bruun og Anders Petersen stiftede tidsskrift Danske Samlinger, i Samlinger til jysk Historie og Topografi og andre tidsskrifter, således: Herregaarden Plovstrup (1860), Historiske Efterretninger om Skadst Herred (1862), Vester Horne Herred (1866), Slavs Herred (1868), Malt Herred (1870), Gjørding Herred (1872), Skodborg og Vandfuld Herreder (1894), Hjerm og Ginding Herreder (1895) samt Harsyssels Diplomatarium (1893). I de samme tidsskrifter findes i øvrigt mange andre topografiske emner behandlede af ham- han var også medarbejder ved 2. udgave af Jens Peter Traps Kongeriget Danmark.

### Udgiver af Middelaldertekster
Nærmest til disse arbejder slutter sig hans udgaver af flere af vore vigtigste brevsamlinger fra middelalderen, således Oldemoder (Avia Ripensis) (1869), Dueholms Diplomatarium (1872), Codex Esromensis (1880-81); de 2 første af disse udgav han for Det kongelige danske Selskab for Fædrelandets Historie – i dette selskab optoges han til medlem 1871 –, den tredje for Selskabet for Udgivelse af Kilder til Dansk Historie, som han havde været med at stifte. For disse udgaver så vel som for hans udgave af Kong Valdemars Jordebog (1873) er i det hele gode principper lagt til grund ved Udgivelsen; de ledsages af mange værdifulde oplysninger.

### Værker om København
Ved at overtage embedet som Københavns rådstuearkivar kaldtes Nielsen ind på et nyt område. Han fik af kommunalbestyrelsen det hverv at udgive et Kjøbenhavns Diplomatarium indtil 1728, hvilket udkom i 8 bind med 2 registerbind (1872-87), og samtidig skrev han sin store, righoldige Kjøbenhavns Historie og Beskrivelse indtil 1730 i 6 bind (1877-92), hvor mange punkter af landets almindelige historie behandles og vigtige bidrag gives til personal- og kulturhistorien. Hertil slutter sig den fortjenstfulde illustrerede bog Kjøbenhavn paa Holbergs Tid (1884), Efterretninger om Abel Cathrines Stiftelse (1875), Vor Frelsers Kirke i Kjøbenhavn (i Forening med Peter Købke, 1896).

### Karakteristik af hans historiske virksomhed
Det siger sig selv, at denne litterære produktion var for stor til, at den overalt kunne være bygget på en omhyggelig indsamling og nøjagtig tekstbehandling. Især ved yngre aktstykker kunne Nielsen lade det mangle på korrekthed; man savnede også ofte i hans kritik logisk sikkerhed, og i formel henseende fremtrådte hans arbejder nærmest som samlinger. Imidlertid havde han ledt og fundet med overordentlig flid, tit på steder, som var næsten ukendte, og man måtte være ham taknemmelig for, at han jævnlig tog fat på at tilvejebringe oplysninger om forhold, der hidtil var svagt belyste.
Nielsen havde endvidere under sine studier en ypperlig vejledning i sin uforstyrrelige sunde sans, der ofte gav ham overlegenhed over for opfattelser, der viste langt større skarpsindighed eller en mere skoleret uddannelse, end han besad. Dertil kom hans vågne iagttagelsesevne og opladte blik for virkelighedsforhold, hans store begejstring for sin gerning og hans levende kærlighed til land og folk, Hvor meget end Nielsen følte sig knyttet til almuen og beskæftigede sig med dens liv, var også på dette punkt enhver overdrivelse ham imod; med stor vægt tilbageviste han i tidsskriftet Dania ufornuftige teorier om formentlige folkesagn og såkaldte stedlige traditioner, der i virkeligheden kun stammede fra læsning og halvklog gætning.

### Sproghistoriker
Som allerede er sagt, havde Nielsen i sin ungdom drevet sproglige studier, og skønt han ofte i sine arbejder kom ind på sproglige spørgsmål, satte han sig først i en senere del af sit liv til opgave at give bidrag til sproghistorien. Han havde 1879 været medstifter af "Universitetsjubilæets danske Samfund" og udgav for dette Gamle jyske Tingsvidner (1882) til belysning af sproget i Ribe Stift, før det fælles skriftsprog havde uddannet sig og haft indflydelse gennem den trykte litteratur. I dette samfunds Blandinger gav han en række fortræffelige undersøgelser over danske stednavne, på hvilket område han i lang tid var den eneste, der drev indgående studier, støttede på omfattende samlinger og ledede efter sunde principper. Ved hans for samme samfund udgivne skrift Olddanske Personnavne (1883) findes der mangler i sproghistorisk henseende; men han har også her påvist nye veje til kundskab om gamle personnavne og givet mange rigtige tolkninger, hvorfor bogen ofte blev rådspurgt.
Nielsen var en åben, bramfri og uegennyttig natur, der helst levede i stilhed. Han var gift 1. med Sofie født Brünnich (gift 1865 død 1878), datter af Toldassistent i København C. G. Brünnich; 2. med Mathilde Margrethe Agathe født Grüner (gift 1879), datter af justitsråd, borgmester i Husum H.H. Grüner. Han blev far til folkloristen Hakon Grüner-Nielsen og palæontologen Kristian Brünnich Nielsen. Han blev Ridder af Dannebrog 1893.